# غوسينو (سمولينسك)
غوسينو (بالروسية: Гусино) هي مدينة في مقاطعة سمولينسك أوبلاست في روسيا.
يبلغ عدد سكانها حوالي 3100 نسمة.